# Varga István (labdarúgó, 1949)
Varga István (1949 – 2009. október 29.) labdarúgó, csatár.

## Pályafutása
Az Elektromos csapatában kezdte a labdarúgást. Az élvonalban a Bp. Honvéd játékosaként mutatkozott be 1970. március 29-én a Pécsi Dózsa ellen, ahol csapata 1–0-s győzelmet aratott. Tagja volt az 1970-tavaszi bajnoki idényben bronzérmet szerzett együttesnek. Ezt követően a BKV Előre, majd a Vasas Izzó labdarúgója volt. A Vasas Izzóval ismét az élvonalban szerepelt az 1978–79-es idényben. Összesen 32 élvonalbeli mérkőzésen lépett pályára és kilenc gólt szerzett.

## Sikerei, díjai
- Magyar bajnokság
  - 3.: 1970-tavasz